# Kragenwellenläufer
Der Kragenwellenläufer (Hydrobates hornbyi, Synonym: Oceanodroma hornbyi) ist eine wenig erforschte Vogelart aus der Familie der Wellenläufer (Hydrobatidae). Er kommt an der südamerikanischen Westküste vor. Das Artepitheton ehrt Admiral Phipps Hornby.

## Merkmale

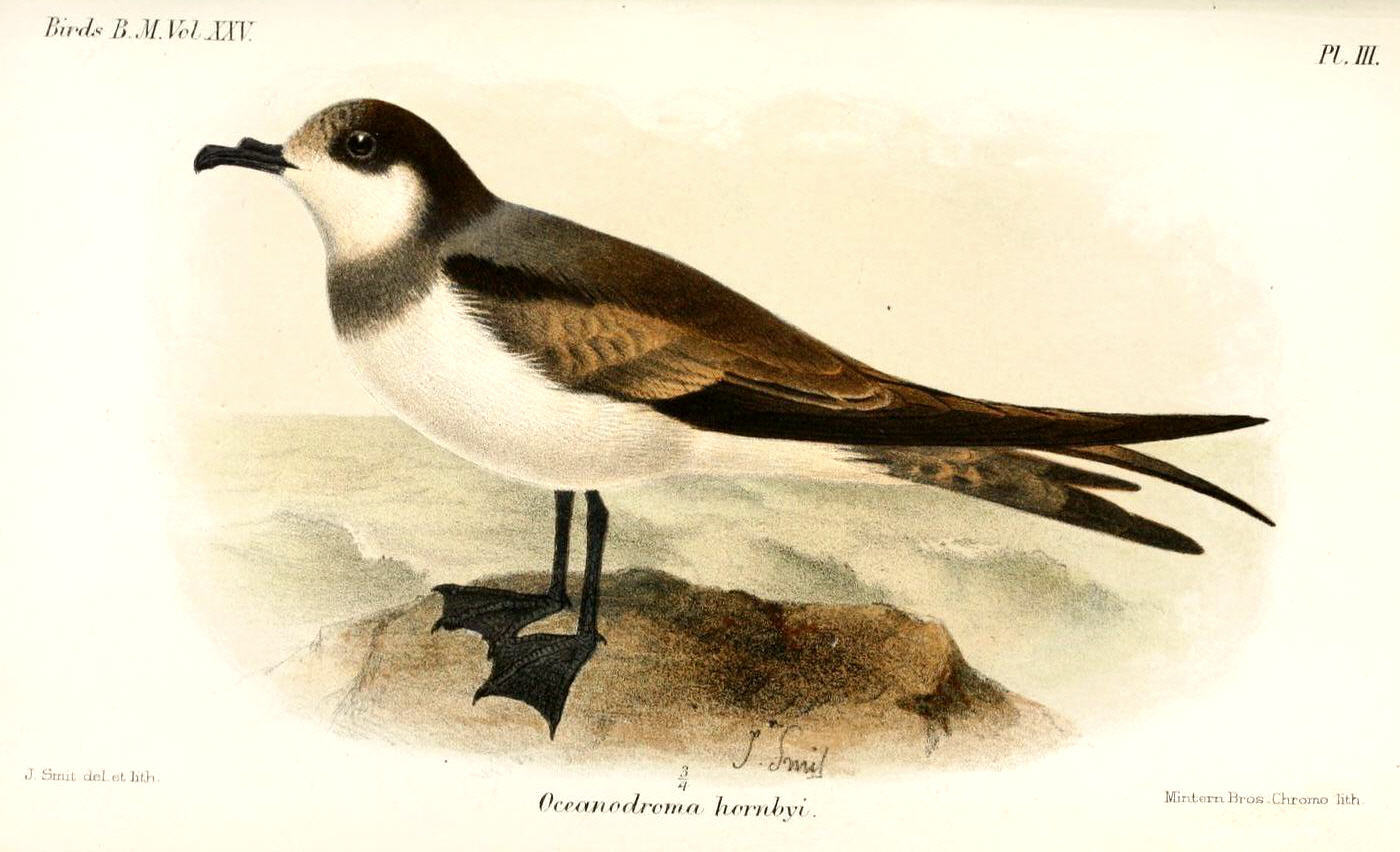
Illustration des Vogels (Joseph Smit, 1896)

Der Kragenwellenläufer erreicht eine Größe von 21 bis 23 Zentimetern. Er ist die einzige Wellenläuferart mit einer schwarzen Kopfkappe. Die Oberseite ist hell, die Unterseite ist weiß mit einem charakteristischen grauen Kragen. Die Stirn und der Nackenkragen sind weiß. Ein weißer Überaugenstreif wie bei anderen Wellenläuferarten fehlt. Die Jungvögel sehen vermutlich den Altvögeln ähnlich.

## Lebensraum
Der Kragenwellenläufer geht über dem offenen Ozean gewöhnlich weit von den Küsten entfernt auf Nahrungssuche.

## Nahrungsverhalten
Über das Nahrungsverhalten sind nur wenige Informationen vorhanden. Er fängt seine Beute im Flug und an der Wasseroberfläche.

## Wanderungen
Kragenwellenläufer jagen vermutlich verteilt über den Gewässern des Humboldtstroms in der Nachbarschaft zu den Brutgebieten. Zwischen August und Dezember wird die Art gelegentlich nördlich des Äquators beobachtet. Ein Irrgast wurde im südlichen Kalifornien gesichtet.

## Fortpflanzungsverhalten
Über das Fortpflanzungsverhalten ist nichts bekannt. Die Verbreitung über dem Meer und Beobachtungen von gestrandeten Vögeln deuten darauf hin, dass sich die Brutgebiete zwischen dem 20. und dem 25. Breitengrad in Chile und vermutlich nordwärts bis ins südliche Peru befinden. Mögliche Brutplätze könnten küstennahe Inseln und Festlandsklippen sein. Die Küste im nördlichen Chile ist jedoch arm an Inseln und die Klippen sind weitgehend frei von tiefen Spalten oder felsigen Böden, in denen die Art ihre Nester errichten könnte. Eher wahrscheinlich ist, dass sich die Brutgebiete in der Atacamawüste befinden, da es Berichte über mumifizierte Altvögel und gerade flügge gewordene Vögel gegeben hat, die 50 km im Landesinneren in einer Höhenlage von 1500 m entdeckt wurden.
2017 gelang einem Ornithologenteam der Fund eines ersten Nests 70 km von der Küste entfernt in der Atacamawüste.

## Bestand und Gefährdung
Aufgrund des Mangels an Daten listet BirdLife International diese Art in der Kategorie „unzureichende Datenlage“ (Data deficient). Die sehr grobe Bestandsschätzung von BirdLife mit 1.000 bis 90.000 Exemplaren basiert auf Beobachtungen über dem Ozean. Die bisher größte Kolonie wurde in Colonia Pampa del Indio Muerte mit 7919 Paaren auf 1344 Metern über dem Meer und 85 km inlands entdeckt.